# روابط ایران و جمهوری چک
دولت تازه تأسیس چکسلواکی نخستین بار در سال ۱۳۰۵ (۱۹۲۶ میلادی) میروسلاو شوبرت را به عنوان کنسول مقیم به تهران فرستاد. شوبرت پیش از آن در سالهای ۱۹۲۱ تا ۱۹۲۵ میلادی کاردار چکسلواکی در برزیل بود. 
شوبرت در ۲۷ خرداد ۱۳۰۷ (هفدهم ژوئن ۱۹۲۸) عهدنامه مودت با فتح‌الله پاکروان کفیل (سرپرست) وزارت امور خارجه ایران امضا کرد که مبنای روابط دو کشور شد. بنابر این معاهده، دو کشور علاوه بر رد و بدل نمایندگان سیاسی و کنسولی، شهروندان یکدیگر را طبق قواعد حقوق بین‌الملل و بر اساس معامله متقابل می‌پذیرفتند و متعهد می‌شدند که نسبت به آنان و اموال و حقوق و منافعشان همچون شهروندان خودشان رفتار کنند و احوال شخصیه‌شان بر اساس مقررات کشور خودشان باشد.
رتبه شوبرت سپس به شارژدافر (کاردار) ارتقا یافت و در هفتم آبان ۱۳۰۹ (۲۹ اکتبر ۱۹۳۰) «قرارداد اقامت» را با محمدعلی فروغی وزیر امورخارجه ایران امضا شد که بنابر آن، شهروندان ایرانی و چکسلواک می‌توانستند به خاک یکدیگر سفر یا در آنها توقف و اقامت کنند و از حق تجارت و کار بهره‌مند باشند، با اشخاص حقیقی و حقوقی دو کشور در خاک یکدیگر، از لحاظ مالیات مانند شهروندان بومی آن کشور رفتار می‌شد و ملزم به پرداخت مالیات یا عوارض جداگانه‌ای نبودند. همچنین دو دولت تعهد می‌کردند بدون رضایت یکدیگر، اتباع همدیگر را به تابعیت خود قبول نکنند. 
میروسلاو شوبرت تا سال ۱۳۱۱ (۱۹۳۲ میلادی) کاردار چکسلواکی در تهران بود. 